# GS건설
GS건설(지에스建設)은 1969년에 설립되어 대한민국의 본사를 둔 GS그룹에 소속된 건설 회사이다. 국토교통부의 2021년 토목건축공사업 시공능력평가 결과, 평가액 9조 9,286억 원으로 삼성물산, 현대건설에 이어 3위를 기록했다.

## 연혁
- 1969년 12월 락희개발로 설립.
- 1975년 12월 상호명을 락희개발에서 럭키개발로 변경.
- 1978년  세계산업과 럭키개발이 럭키개발로 합병, 건설부 지정 주택건설업체로 선정.
- 1981년 8월 증권거래소에 주식을 상장.
- 1984년 해외건설 10억 불 건설수출탑을 수상.
- 1984년 미국 현지법인에 이어 1989년 사이판 현지법인, 1993년 방콕 현지법인을 설립.
- 1992년 30대 대형 건설업체 중 재해방지 1위 업체로 선정.
- 1993년 미국 기계 기술자협회(ASME)로부터 원자력 발전설비 시공능력을 인정 받았다.
- 1995년 2월 상호명을 럭키개발에서 LG건설로 변경.
- 1996년 ISO(국제표준화기구) 14001 환경경영시스템 인증을 획득.
- 1998년 정보통신부 주관 제2회 기업정보화 대상 30대 우수기업으로 선정.
- 1999년 8월 LG엔지니어링 흡수.
- 2000년 10월 백양개발을 흡수 합병.
- 2000년 동양 최대의 서해대교 건설공사를 완공하여 2000년 대통령 표창을 받았다.
- 2002년 7월 증권거래소 선정 기업지배구조 경영투명성관련 우수기업으로 선정.
- 2004년 11월 제6회 한경 IR대상 ‘사이버 IR상’을 수상, 같은 해 대표적인 브랜드 ‘자이’가 소비자웰빙지수 1위 브랜드로 선정.
- 2005년 1월 LG그룹이 LG그룹과 GS그룹으로 분리.
- 2005년 3월 상호명을 LG건설에서 GS건설로 변경.
- 2008년 3월 신·재생에너지 전문업, 토양정화업, 지하수정화업, 부동산 개발업 등을 사업목적에 추가하였다.
- 2014년 1월 본사를 서울특별시 중구 남대문로 5가 537번지 GS역전타워에서 서울특별시 종로구 종로 33 그랑서울로 이전

## 브랜드
자이(XI)는 eXtra Intelligent(특별한 지성)의 약자이므로, 인천도시공사의 송도웰카운티 1단지의 경우, 도급업체인 GS건설에서 시공하였다.

## 같이 보기
- 자이
- 대한건설협회
- 해외건설협회
- 국토교통부
- 건설워커
- 한국건설기술인협회
- 한국건설기술연구원

## 공사 실적
- 응암역[3]
- 역촌역
- 불광역
- 독바위역
- 연신내역
- 구산역